# Liste des présidents du conseil municipal de Paris
Durant de longues périodes, la ville de Paris n'a pas été dotée d’un maire, mais administrée par l’État en la personne du préfet de la Seine, assisté d’un conseil municipal. Les séances de ce conseil étaient alors présidées par le président du conseil municipal de Paris, qui n’avait pas les pouvoirs d’exécutif local. Le Conseil municipal de Paris a été supprimé le 31 décembre 1967 pour être remplacé par le Conseil de Paris qui cumule les fonctions de conseil municipal et de conseil général.
La liste des présidents du Conseil municipal de Paris s'établit comme suit :

## XIXesiècle

### Monarchie de Juillet
La Monarchie de Juillet n'a connu qu'un seul président du Conseil municipal de Paris :
- 20 avril 1834 - 8 juillet 1848 : Louis-Édouard Besson

Sous la Révolution française de 1848, le poste de maire de Paris est brièvement restauré.

### Seconde République
La Seconde République a vu se succéder deux présidents du Conseil municipal de Paris :
- 8 juillet 1848 - 1850 : Étienne Arago
- 1850 - 1852 : Jacques Séraphin Lanquetin[1]

### Second Empire
Le Second Empire a connu deux présidents du Conseil municipal de Paris :
- 1852 - 1857 : Claude Alphonse Delangle
- 1857 - 1870 : Jean-Baptiste Dumas

Sous le Gouvernement de la Défense nationale de 1870,  le poste de maire de Paris est brièvement restauré. 
Après la mise en place de la Troisième République, des élections municipales sont régulièrement organisées. Le Conseil municipal de Paris désigne son président parmi ses membres.

### Élections municipales du 23 juillet 1871
- 4 août 1871 - 29 novembre 1874 : Joseph Vautrain (républicain municipal, élu avec une partie des voix de droite lors des élections de juillet 1871)

### Élections municipales du 29 novembre 1874
- 29 novembre 1874 - 1874 : Henri Thulié
- 1874 - 1875 : Charles Floquet
- 5 mai - 29 novembre 1875 : Pierre Marmottan (républicain modéré)
- 29 novembre 1875 - 24 avril 1876 : Georges Clemenceau (républicain radical)
- courant 1876 : Henri Harant
- 2 mai - 4 juillet 1876 : Barthélémy Forest
- 4 juillet 1876 - 20 février 1877 : Charles Hérisson, député de la Seine (1878-1885)
- courant 1877 : Édouard Bonnet-Duverdier
- 1877 - 6 janvier 1878 : Jean-Pierre Outin

### Élections municipales du 6 janvier 1878
- 19 février 1878 - 9 juillet 1878 : Charles Hérisson, sus-nommé
- entre 1878 et 1879 : Henri Thulié, sus-nommé
- courant 1879 : Jules-Antoine Castagnary
- 1er août 1879 - 12 février 1880 : Severiano de Heredia
- début 1880 : Léopold Cernesson
- mi 1880 : Henri Thulié, sus-nommé
- fin 1880 - 9 janvier 1881 : Léopold Cernesson

### Élections municipales du 9 janvier 1881
- 9 janvier 1881 - 1881 : Sigismond Lacroix
- 1881 - 1882 : Maurice Engelhard
- courant 1882 : Jacques Songeon
- 1882 - 1883 : Jehan de Bouteiller
- 1883 - 4 mai 1884 : Henri Mathé

### Élections municipales du 4 mai 1884
- 4 mai 1884 - 1884 : Henri Mathé
- 1884 - 1885 : Lucien Boué
- courant 1885 : Henri Michelin (deviendra l’année suivante un député boulangiste)
- 1885 : Guillaume Maillard
- 1886 : Abel Hovelacque
- 1886 - 8 mai 1887 : Gustave Mesureur

### Élections municipales du 8 mai 1887
- 8 mai 1887 - 1888 : Abel Hovelacque
- 1888 - 1889 : Alphonse Darlot
- de février à novembre 1889 : Émile Chautemps
- 1889 - 1890 : Ernest Rousselle
- 1890 - 27 avril 1890 : Alphonse Darlot

### Élections municipales du 27 avril 1890
- 27 avril 1890 - 23 février 1891 : Émile Richard
- 23 février 1891 - 1892 : Léonce Levraud
- 1892 - 16 avril 1893 : Frédéric Sauton

### Élections municipales du 16 avril 1893
- 31 mai 1893 - 28 février 1894 : Alphonse Humbert
- 1894 - 1895 : Paul Champoudry
- 1895 - 3 mai 1896 : Ernest Rousselle

### Élections municipales du 3 mai 1896
- 3 mai 1896 - 1897 : Pierre Baudin
- 1897 - 1898 : Frédéric Sauton
- 4 mars 1898 - 1er mars 1899 : Louis Navarre
- 1899 - 8 mai 1900 : Louis Lucipia (radical autonomiste, condamné aux travaux forcés à perpétuité, amnistié en 1880)

### Élections municipales du 6 mai 1900
- 20 mai 1900 - 1901 : Armand Grébauval

## XXesiècle
- 8 mars 1901 - 10 mars 1902 : Louis Dausset (nationaliste)
- 1902 - 1903 : Paul Escudier
- 1903 - 1904 : Alphonse Deville

### Élections municipales de 1904
- 30 mai 1904 - 20 mars 1905 : Georges Desplas, député de la Seine (1906-1919)
- 20 mars 1905 - 12 mars 1906 : Paul Brousse
- 12 mars 1906 - 22 mars 1907 : Paul-Henri-Joseph Chautard, député de la Seine (1906-1910)[2]
- 1907 - 1908 : André Lefèvre

### Élections municipales de 1908
- 1908 - 1909 : Adolphe Chérioux
- mars 1909 - 25 octobre 1909 : Émile Chausse (SFIO)
- 3 novembre 1909 : Ernest Caron (républicain progressiste)[3]
- 1910 - 1911 : Léopold Bellan
- 1911 - 1912 : Félix Roussel[4]

### Élections municipales de 1912
- 14 juin 1912 - 28 mai 1913 : Henri Gallichet dit Henri Galli
- 1913 - 1914 : Paul Chassaigne-Goyon
- 20 juin 1914 - 1919 : Adrien Mithouard (royaliste)

### Élections municipales de 1919
- 4 avril - 23 juin 1919 : Paul Chassaigne-Goyon, sus-nommé
- 23 juin - 10 décembre 1919 : Emmanuel Évain, député de la Seine (1919-1936)[2]
- 10 décembre 1919 - 5 juillet 1920 : Adrien Oudin[2]
- 1920 - 1921 : Maurice Le Corbeiller[5]
- 1921 - 1922 : César Caire (républicain national)
- 1922 - 1923 : Louis Peuch
- 1923 - 1924 : Georges Lalou[6]
- 1924 - 1925 : Maurice Quentin

### Élections municipales de 1925
- 3 juin 1925 - 1926 : Georges Guillaumin (républicain libéral)
- 1926 - 1927 : Pierre Godin
- 1927 - 1928 : Louis Delsol
- 1928 - 1929 : Georges Lemarchand[7] (radical)

### Élections municipales de 1929
- 1929 - 1930 : Fortuné d'Andigné
- 1930 - 1931 : Jean de Castellane
- 1931 - 1932 : François Latour
- 1932 - 1933 : baron Maurice de Fontenay
- 1933 - 1934 : René Fiquet
- 1934 - 1935 : Georges Contenot

### Élections municipales de 1935
- 24 juin 1935 - 1936 : Jean Chiappe (républicain national)
- 1936 - 1937 : Jean Raymond-Laurent (PDP)[8]
- 1937 - 1938 : René Failliot
- 1938 - juillet 1939 : Gaston Le Provost de Launay
- juillet 1939 - janvier 1940 : Émile Faure
- janvier 1940 - décembre 1941 : Louis Peuch, doyen de l'assemblée, sus-nommé[9]

### État français
- décembre 1941 - mai 1943 : Charles Trochu[9]
- mai 1943 - août 1944 : Pierre Taittinger[9]

### Élections municipales de 1945
- 20 mars 1945 - 27 juin 1946 : André Le Troquer (SFIO)
- 27 juin 1946 - 1947 : Henri Vergnolle (SFIO)

### Élections municipales de 1947
- 1947 - 1951 : Pierre de Gaulle (RPF)
- 19 novembre 1951 - 17 novembre 1952 : Paul Coirre[10] (RPF)
- 17 novembre 1952 - mai 1953 : René Moatti (RPF)

### Élections municipales de 1953
- 20 mai 1953 - 1954 : Édouard Frédéric-Dupont (ARS)[11]
- 15 juin 1954 : Bernard Lafay (RGR)[11]
- 1955 - 1956 : Jacques Féron (CNI)[11]
- 1956 - 1957 : Pierre Ruais (UNR)[11]
- 24 juin 1957 - 1958 : Marcel Lévêque (RGR)[11]
- juin 1958 - mars 1959 : Jean-Louis Vigier[12]

### Élections municipales de 1959
- mai 1959 - juin 1960 : Pierre Devraigne (UNR)
- juin 1960 - juin 1961 : Julien Tardieu[13]
- 1961 - 1962 : Paul Minot (UNR)
- 1962 - 1963 : Pierre-Christian Taittinger (CNI)
- juin 1963 - juin 1964 : Jean Auburtin
- 1964 - 1965 : Jean Legaret (RI)

### Élections municipales de 1965
- 1965 - 1966 : Albert Chavanac
- 1966 - 1967 : Paul Faber

## Conseil de Paris
Le Conseil de Paris, institué le 1er janvier 1968, a continué à être pourvu d'un président jusqu'à la loi du 31 décembre 1975 qui rétablit la fonction de maire de Paris, dont la première élection a lieu en 1977. Paris a la particularité d'avoir deux collectivités : c'est une commune et un département. Les affaires sont distinctes pour chacune collectivité mais gérées par une seule assemblée : le Conseil de Paris.
La liste des présidents du Conseil de Paris s'établit comme suit :
- 1967 - 1968 : Michel Caldaguès (UDR)
- 1968 - 1969 : Bernard Rocher (UDR)
- 1969 - 1970 : Étienne Royer de Véricourt (Centre démocrate)
- 1970 - 1971 : Didier Delfour (UDR)

### Élections municipales de 1971
- 1971 - 1972 : Jean Chérioux
- 1972 - 1973 : Nicole de Hauteclocque (UDR)
- 1973 - 1974 : Jacques Dominati (RI)
- 1974 - 1975 : Yves Milhoud (CDP)
- 1975 - 1977 : Bernard Lafay (UDR), sus-nommé

## Odonymie parisienne
Liste des voies publiques ou espaces verts de Paris devant leur nom à un président du Conseil municipal de Paris :
1. rue Abel-Hovelacque
2. place Alphonse-Deville
3. rue Georges-Desplas
4. rue du Docteur-Paul-Brousse
5. place Adolphe-Chérioux (1908-1909)
6. rue Léopold-Bellan (1910-1911). En 1937 une partie de la rue Saint-Sauveur a pris le nom de rue Léopold-Bellan.
7. square Henri-Galli (1912-1913)
8. place du Président-Mithouard
9. place Maurice-Quentin
10. avenue César-Caire (1933)
11. rue d’Andigné (1937). D’abord nommée rue du Général-d’Andigné en l’honneur du général, pair de France et sénateur Henri d’Andigné (Henri Marie Léon, marquis d’Andigné, 1821-1895) cette voie devint la rue d’Andigné en 1937 afin d’honorer aussi son fils Fortuné d’Andigné (Pierre Marie Fortuné, comte d’Andigné, 1867-1935), président du Conseil municipal de Paris et député[14].
12. avenue Jean-Chiappe (1941-1945)
13. square Georges-Contenot
14. square Pierre-de-Gaulle
15. jardin Nicole-de-Hauteclocque
16. promenade Bernard-Lafay
17. rue Severiano-de-Heredia
18. rue Paul-Escudier